# بخش فردوس
بخش فِردوس یکی از بخش‌های شهرستان رفسنجان در استان کرمان ایران است.
مرکز این بخش شهر صفائیه است.

## تقسیمات کشوری
- بخش فردوس
  - دهستان رضوان
  - دهستان فردوس

## جمعیت
بنابر سرشماری مرکز آمار ایران، جمعیت بخش فردوس شهرستان رفسنجان در سال ۱۳۸۵ برابر با ۱۴۹۶۶ نفر و در سال ۱۳۹۵ برابر با ۱۹٬۰۲۰ نفر بوده است.